# Pierre-Paul Sirven
Pierre Paul Sirven (1709-1777) era un feudista de Castres, en el sur de Francia, que fue objeto de un juicio parcial en 1761, junto con su familia, por el hecho de ser protestante. Su caso se considera en Francia un ejemplo de intolerancia religiosa, al igual que los de François Jean Lefebvre y Jean Calas.

## Historia
En 1760 Pierre Paul Sirven residía en Castres, junto con su esposa y sus tres hijas (Anne, Elisabeth y Jeanne). El 6 de marzo desapareció Elisabeth, que tenía 21 años y era deficiente mental. Después de que su familia la buscase infructuosamente por toda la población, el obispo de Castres les comunicó que la hija había ingresado en el convento de las Damas Negras. La pretendida conversión súbita al catolicismo parecía encubrir un secuestro.
Los problemas mentales de Elisabeth dificultaron su reeducación en el convento y fue sometida a duras penitencias que no hicieron sino agravar su estado mental, haciendo que, literalmente, enloqueciese. El 9 de octubre de 1760 fue devuelta a su familia. Pierre Paul Sirven denunció el trato que había recibido su hija en el convento y se ganó la enemistad de las Damas Negras.
En julio de 1761, la familia Sirven se trasladó a Saint-Alby, cerca de Mazamet, donde el padre tenía que llevar a cabo unos trabajos. En diciembre del mismo año Elisabeth desapareció por segunda vez. Tras dos semanas de búsqueda, el 4 de enero de 1762 la muchacha fue hallada ahogada en un pozo. El padre fue acusado de parricidio y se mandó detener a toda la familia.
En las mismas fechas se estaba desarrollando en Toulouse el caso Calas, que también implicaba un supuesto parricidio por motivos religiosos. El ánimo de la población estaba muy exaltado y la familia Sirven optó por huir a Suiza a pesar se saberse inocentes.
Durante la investigación, los médicos que habían examinado el cadáver sin hallar signos de violencia, fueron presionados por el fiscal de Mazamet para que cambiaran su testimonio. Se admitieron igualmente otros testimonios falsos o malintencionados.
El 29 de marzo de 1764 se dictó la sentencia en rebeldía que condenaba al padre a morir en la rueda, a la madre, en la horca y suponía el destierro perpetuo de las hijas, además de la confiscación de todos los bienes. El 11 de septiembre de 1764 fueron quemados en efigie en Mazamet.

### Intervención de Voltaire
En Lausana (Suiza) la familia Sirven entró en contacto con Voltaire, que en aquel momento se encontraba muy implicado en lograr la revisión del caso Calas. Se interesó por su situación, escribió cartas para interceder ante las autoridades y en 1766 escribió un opúsculo titulado Avis au public sur les parricides imputes aux Calas et aux Sirven, con el que apelaba a la conciencia pública mediante un nuevo alegato a favor de la tolerancia.
El 23 de enero de 1768 intentó convencer al Conseil du Roi (Consejo Real) para que examinasen el caso, pero su petición fue rechazada; sin duda al considerar que una revisión favorable pudiera entenderse como una limitación de los poderes de los tribunales provinciales.
Para que el proceso pudiera revisarse era necesario que Pierre Paul Sirven se entregase (su esposa, Antoinette Léger, había muerto en el exilio). Aconsejado por Voltaire, regresó en agosto de 1769 a Mazamet, donde permanecería en prisión preventiva hasta que el parlamento de Toulouse tomase una decisión. La situación había cambiado considerablemente y, gracias a la habilidad de su abogado, Pierre Firmin de Lacroix, en diciembre del mismo año fue liberado. El 25 de noviembre de 1771, el parlamento revocó la sentencia original, se rehabilitó a la familia Sirven, se restituyeron los bienes confiscados y se les abonó una indemnización por los perjuicios ocasionados.
En 1771 Voltaire también redactó la Memoire pour le sieur Pierre Paul Sirven, feudiste, habitant de Castres, appelant.